# Єфімчук Олег Юрійович
Олег Юрійович Єфімчук (нар. 15 березня 1994, Вугледар, Волноваський район, Донецька область, Україна) — український футболіст, захисник аматорського клубу «Таврія-Скіф».

## Життєпис
Народився в місті Вугледар, Донецька область. У ДЮФЛУ виступав за Коледж імені Сергія Бубки (Бахмут), а також донецькі клуби «Олімпік-УОР» та «Шахтар» (Донецьк). З 2011 по 2016 рік виступав у дублі «Металурга» (Донецьк) та «Сталь» (Кам'янське). Наприкінці грудня 2015 року відрахований зі «Сталі» за участь у договірних матчах.
Влітку 2016 року відправився на перегляд у запорізький «Металург», але клуб з Кам'янського, незважаючи на відрахування Олега, вимагав компенсацію за підготовку футболіста. Зрештою, клуби домовилися про перехід юного захисника. Дебютував у футболці запорізького клубу 18 березня 2017 року в програному (1:6) виїзному поєдинку 21-го туру Другої ліги України проти винниківського «Руху». Єфімчук вийшов на поле в стартовому складі та відіграв увесь матч. Єдиним голом у футболці «металургів» відзначився 6 жовтня 2017 року на 28-ій хвилині переможного (2:0) домашнього поєдинку 15-го туру групи Б Другої ліги проти горностаївського «Мира». Олег вийшов на поле в стартовому складі та відіграв увесь матч. Загалом у футболці запорожців зіграв 29 матчів (1 гол) у Другій лізі України.
На почаку 2018 року переїхав на Мальдіви, де захищав кольори місцевого клубу «Грін Стрітс».
Восени 2018 року повернувся до України, де став гравцем аматорського клубу «Таврія-Скіф». Виступав у складі роздольського клубу в чемпіонаті Запорізької області, а в першій половині сезону 2019/20 років разом з командою грав в аматорському чемпіонаті України. З січня по червень 2020 року знову грав на Мальдівах, після чого повернувся в «Таврію-Скіф».